# سریع و خشمگین ۶
سریع و خشمگین ۶ (به انگلیسی: Fast & Furious 6) یا خشمگین ۶، ششمین قسمت از مجموعه فیلم‌های سریع و خشمگین است. این فیلم محصول آمریکا در ژانر اکشن، به کارگردانی جاستین لین می‌باشد. از بازیگران آن می‌توان به وین دیزل، پل واکر، میشل رودریگز، جوردانا بروستر، دواین جانسون، ترسی گیبسون، لوداکریس، سانگ کانگ، گل گدوت و لوک ایوانز اشاره کرد. این فیلم پس از فیلم سریع ۵ از این مجموعه، تولید شده‌است. تصویر برداری فیلم در جزایر قناری، لندن، اسکاتلند و لس آنجلس انجام شده‌است.
یک فیلم ششم، از همان فوریهٔ ۲۰۱۰، پیش از آغاز تولید «Fast Five»، در دست برنامه‌ریزی بود؛ این موضوع در آوریل ۲۰۱۱، زمانی‌که کریس مورگان نگارش فیلم‌نامه را آغاز کرد، تأیید شد. بازگشت وین دیزل، جاستین لین و تهیه‌کننده نیل اچ. موریتر نیز در ژوئن همان سال قطعی شد. بحث‌هایی دربارهٔ فیلم‌برداری هم‌زمان با قسمت هفتم وجود داشت، اما این ایده پس از آغاز فیلم‌برداری اصلی در ژوئیهٔ ۲۰۱۲ کنار گذاشته شد؛ فیلم‌برداری تا دسامبر همان سال ادامه یافت و لوکیشن‌هایی مانند لس‌آنجلس، لندن، گلاسگو و جزایر قناری را دربر می‌گرفت. همانند فیلم قبلی، بیشتر بدل‌کاری‌های «سریع و خشمگین ۶» به‌صورت عملی انجام شدند که نیازمند طراحی وسایل نقلیهٔ ویژه بودند. برایان تایلر، آهنگ‌ساز سه فیلم پیشین، به‌دلیل تداخل زمانی بازنگشت و جای خود را به لوکاس ویدال داد.
«سریع و خشمگین ۶» در تاریخ ۷ مهٔ ۲۰۱۳ در سینمای امپایر، لستر اسکوئر به نمایش درآمد و به‌ترتیب در ۱۷ مه در بریتانیا و ۲۴ مه در ایالات متحده توسط یونیورسال پیکچرز اکران شد. این فیلم نقدهای عمدتاً مثبتی از منتقدان دریافت کرد و کارگردانی، بازی بازیگران و صحنه‌های اکشن آن ستایش شد. با فروش ۷۸۸٫۷ میلیون دلار، این فیلم ششمین فیلم پرفروش سال ۲۰۱۳، سومین فیلم پرفروش یونیورسال تا آن زمان، و پرفروش‌ترین فیلم این فرنچایز تا آن زمان شد. ادامهٔ این فیلم در سال ۲۰۱۵ با عنوان «Furious 7» اکران شد.
«سریع و خشمگین ۶» آخرین فیلمی از این مجموعه است که در دوران زندگی پال واکر اکران شد؛ او شش ماه پس از اکران این فیلم، در ۳۰ نوامبر ۲۰۱۳، در یک سانحهٔ رانندگی درگذشت.

## موضوع
فیلم دربارهٔ بازگشت لتی، دوست‌دختر دومینیک تورتو است که به ظاهر کشته شده بود. لتی در آن حادثه حافظه‌اش را از دست داده و هیچ چیز از زندگی گذشته‌اش به خاطر ندارد و اکنون در یک گروه خلافکار به سرکردگی اوون شاو فعالیت می‌کند. لوک هابز از دومینیک تورتو و گروهش می‌خواهد به او کمک کنند تا آن‌ها را متوقف کند و در ازای آن حکم آزادی را برای دومینیک و گروهش فراهم کند.

## داستان
پس از سرقت موفقیت‌آمیزشان در برزیل، دامنیک تورتو و اعضای گروهش در سراسر جهان پراکنده شده و زندگی آرامی دارند: دام با النا نِوز زندگی می‌کند، خواهرش میا با برایان اوکانر و پسرشان، جک، زندگی می‌کنند؛ گیسل یاشار و هان لو با یکدیگرند و رومن پیرس و تج پارکر نیز در آسایش به‌سر می‌برند. در همین حال، مأموران سرویس امنیت دیپلماتیک، لوک هابز و رایلی هیکس، در حال بررسی حملهٔ مرگبار به یک کاروان نظامی روسیه هستند؛ حمله‌ای که توسط گروهی مزدور به رهبری افسر سابق نیروهای ویژه هوابرد بریتانیا (SAS)، اوئن شاو، انجام شده. هابز، دام را یافته و با نشان‌دادن عکسی از لتی اورتیز—دوست‌دختر سابق دام که گمان می‌رفت مرده باشد و اکنون با اوئن همکاری می‌کند—او را متقاعد به همکاری می‌کند. دام ابتدا می‌خواهد به‌تنهایی این مأموریت را انجام دهد، اما هابز او را قانع می‌کند که کل «خانواده» برای این مأموریت لازم‌اند. با گردهمایی اعضای تیم، هابز توضیح می‌دهد که اوئن در حال سرقت قطعاتی برای ساخت یک سلاح پالس الکترومغناطیسی به‌نام «نایت‌شید» است تا آن را به بالاترین پیشنهاد بفروشد. اعضای گروه در ازای دریافت عفو، این مأموریت را می‌پذیرند.
در لندن، مخفیگاه اوئن شناسایی می‌شود، اما مشخص می‌شود که این محل برای منحرف کردن پلیس بوده، در حالی‌که گروه اوئن در حال سرقت از یک ساختمان اینترپل هستند. اوئن با خودرویی سفارشی فرار می‌کند و با منفجر کردن مخفیگاهش، بیشتر نیروهای پلیس را از کار می‌اندازد. دام، برایان، تج، رومن، هان، گیسل، هابز و رایلی او را تعقیب می‌کنند. لتی برای کمک به اوئن می‌آید و بی‌درنگ به دام شلیک می‌کند، سپس می‌گریزد. بررسی اوئن دربارهٔ گروه دام، رابطهٔ لتی با دام را فاش می‌کند، اما مشخص می‌شود که لتی از فراموشی رنج می‌برد. گروه درمی‌یابد که اوئن با آرتورو براگا، قاچاقچی مواد مخدری که دام و برایان بازداشت کرده بودند، ارتباط دارد. در حالی‌که تج چند خودرو از یک حراجی خودرو برای مأموریت می‌خرد، برایان به‌عنوان زندانی به لس‌آنجلس بازمی‌گردد تا از براگا بازجویی کند. براگا فاش می‌کند که اوئن به او در ساخت کارتل کمک کرده و لتی از انفجار جان سالم به‌در برده است؛ اوئن پس از یافتن لتیِ مبتلا به فراموشی، او را به گروهش برده.
با کمک اف‌بی‌آی، برایان از زندان آزاد می‌شود و به تیم در لندن می‌پیوندد. دام، لتی را در مسابقه‌ای خیابانی به چالش می‌کشد و پس از آن گردنبند صلیبش را به او بازمی‌گرداند، اما لتی تصمیم می‌گیرد با اوئن بماند. اوئن سپس به دام پیشنهاد می‌دهد که از ماجرا کنار بکشد، وگرنه خانواده‌اش را هدف قرار خواهد داد؛ دام این تهدید را رد می‌کند. تج محل بعدی حملهٔ اوئن را شناسایی می‌کند: یک پایگاه ناتو در اسپانیا. گروه اوئن به کاروان نظامی حمله می‌کنند تا تراشه‌ای رایانه‌ای برای تکمیل نایت‌شید را بدزدند. گروه دام وارد عمل می‌شود؛ اوئن با کمک لتی کنترل یک تانک را در اختیار می‌گیرد. برایان و رومن تانک را واژگون می‌کنند، لتی از تانک به بیرون پرت می‌شود و دام او را نجات می‌دهد. اوئن و گروهش دستگیر می‌شوند، اما مشخص می‌شود که میا توسط همدستان اوئن، وگ و کلاوس، ربوده شده. هابز مجبور به آزادی اوئن می‌شود و رایلی نیز پس از خیانت به گروه دام، همراه اوئن می‌رود؛ اما لتی تصمیم می‌گیرد با دام بماند.
گروه اوئن به هواپیمای در حال حرکت آنتونوف آن-۱۲۴ سوار می‌شوند و تیم دام آن‌ها را تعقیب می‌کند. دام، لتی و برایان وارد هواپیما می‌شوند؛ برایان، میا را نجات داده و فرار می‌کند. هواپیما قصد برخاستن دارد اما با اضافه‌بار مواجه است؛ اعضای تیم هواپیما را با خودروهای خود مهار می‌کنند. گیسل برای نجات جان هان، خود را فدا می‌کند و در حین سقوط از هواپیما، آدولفسون، مزدور اوئن، را می‌کشد. لتی رایلی را می‌کشد و همراه با هابز نجات می‌یابد، در حالی‌که دام به‌دنبال اوئن و تراشه می‌رود. هنگام سقوط هواپیما، اوئن از آن به بیرون پرتاب شده و به‌شدت آسیب می‌بیند و دام با دوج چارجر از دل هواپیمای در حال انفجار بیرون می‌جهد. دام به گروه می‌پیوندد و تراشه را به هابز می‌دهد تا عفو آن‌ها نهایی شود. دام و همراهانش به خانهٔ قدیمی‌شان در لس‌آنجلس بازمی‌گردند. هابز و النا نیز، که حالا با هم کار می‌کنند، می‌آیند و آزادی آن‌ها را تأیید می‌کنند. النا می‌پذیرد که دام دل‌باختهٔ لتی است و خانواده آمادهٔ گفتن دعای سفره می‌شود.
در صحنه میان‌تیتراژ، هان در توکیو در تعقیب‌وگریزی رانندگی می‌کند که ناگهان یک مرسدس-بنز W140 از پهلو به خودرویش برخورد می‌کند. راننده پس از گذاشتن گردنبند صلیب لتی در محل تصادف، از محل دور می‌شود و به دام زنگ می‌زند و می‌گوید: «منو نمی‌شناسی، ولی خیلی زود خواهی شناخت»، در حالی‌که خودروی هان منفجر می‌شود.

## نقش‌ها
- وین دیزل در نقش دومینیک تورتو: مسابقه دهنده خیابانی و تحت تعقیب پلیس بین‌الملل.
- پل واکر در نقش برایان اوکانر: مأمور سابق اف‌بی‌آی که خلافکار شد.
- دواین جانسون در نقش لوک هابز: دیپلمات سرویس امنیتی.
- میشل رودریگز در نقش لتی اُورتیز: همسر دومنیک تورتو که به نظر کشته شده بود و اکنون فراموشی گرفته‌است و برای اوون شاو فعالیت می‌کند.
- جوردانا بروستر در نقش میا تورتو: خواهر دومنیک تورتو و همسر برایان اٌوکانر.
- سانگ کانگ در نقش هان لو: مسابقه دهنده خیابانی و عضو گروه دومینیک تورتو.
- گل گدوت در نقش ژیزل یاشار: مامور سابق موساد که قبلاً به عنوان رابط برای براگا کار می کرد و الان یکی از اعضای تیم دومینیک است.
- لوداکریس در نقش تج پارکر: دوست برایان اوکانر و رومَن پیرس.
- ترسی گیبسون در نقش رومن پیرس: دوست برایان اوکانر.
- لوک ایوانز در نقش اوون شاو: عضو سابق اس.آ.اس که اکنون رئیس یک گروه خلافکار است.
- جینا کارانو در نقش رایلی هیکس: عضو گروه لوک هابز.
- جیسون استاتهام در نقش دکارد شاو: برادر بزرگ اوون شاو که در تیتراژ پایانی فیلم حضور دارد.

## دنباله
در انتهای فیلم پس از زخمی شدن شدید اوون شاو، برادر بزرگتر او به نام دکارد، به دنبال انتقام است و می‌خواهد دومینیک تورتو و اعضای گروهش را از بین ببرد. او در اولین اقدام خود، هان را در توکیو به قتل می‌رساند و این پیش‌درآمدی شد برای ساخت سریع و خشمگین ۷.